# Greg Van Avermaet
Greg Van Avermaet (nascido em 17 de maio de 1985) Foi um ciclista profissional belga. acabou 2023-12-31 Atualmente corria na equipa UCI ProTeam AG2R Citroën Team. Ele ganhou a corrida de estrada masculina nos Jogos Olímpicos de 2016. Outras realizações notáveis incluem duas vitórias de etapa no Tour de France, a classificação por pontos e uma vitória de etapa na Volta a Espanha de 2008, a Tirreno-Adriatico de 2016 e várias clássicas.

## Carreira
Competiu na prova de estada individual nos Jogos Olímpicos de Verão de 2012 em Londres.
Conquistou a medalha de ouro na prova de estada individual Jogos Olímpicos de Verão de 2016 no Rio de Janeiro.

## Palmares
2011:
- geral Tour de Wallonie + 1 etapa
- Paris - Tours

2013:
- geral Tour de Wallonie + 2 etapas

2015:
- geral Baloise Belgium Tour + 1 etapa

2016:
- Olympic Games Road Race
- geral Tirreno-Adriatico + 1 etapa + TTT
- etapa Tour de France
- Omloop Het Nieuwsblad ME
- Grand Prix Cycliste de Montréal

2017:
- Omloop Het Nieuwsblad ME
- Paris - Roubaix
- Gent-Wevelgem
- Record Bank E3 Harelbeke
- geral Tour de Luxembourg + 2 etapas